# Forcipomyia stelechos
Forcipomyia stelechos är en tvåvingeart som beskrevs av Debenham 1987. Forcipomyia stelechos ingår i släktet Forcipomyia och familjen svidknott. Inga underarter finns listade i Catalogue of Life.